# Escriptura celtibèrica

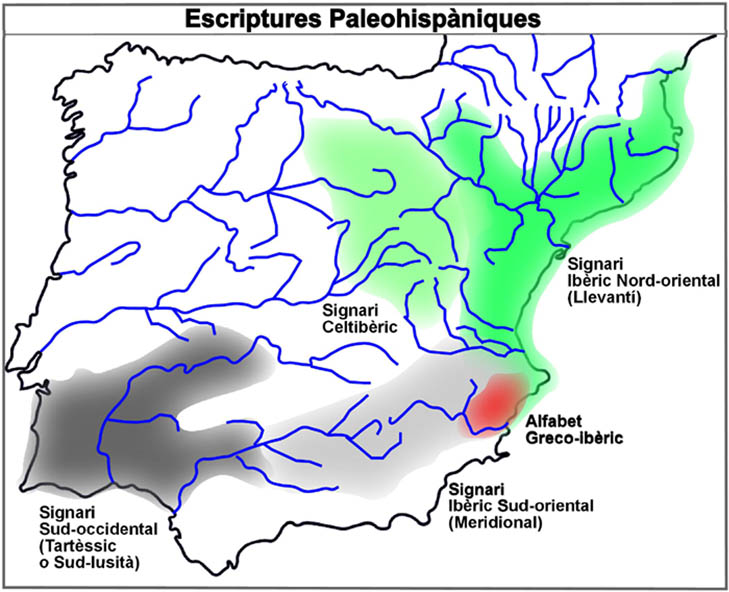
Escriptures paleohispàniques

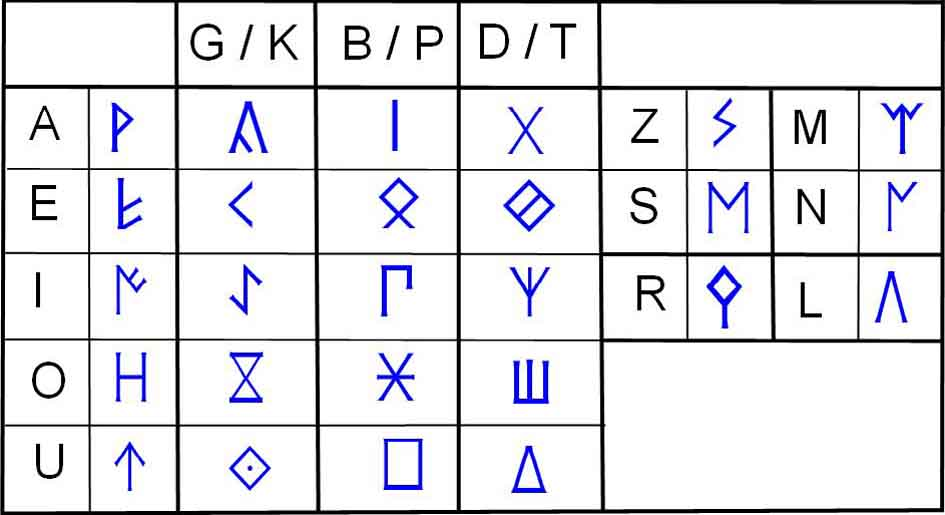
Un signari celtibèric oriental

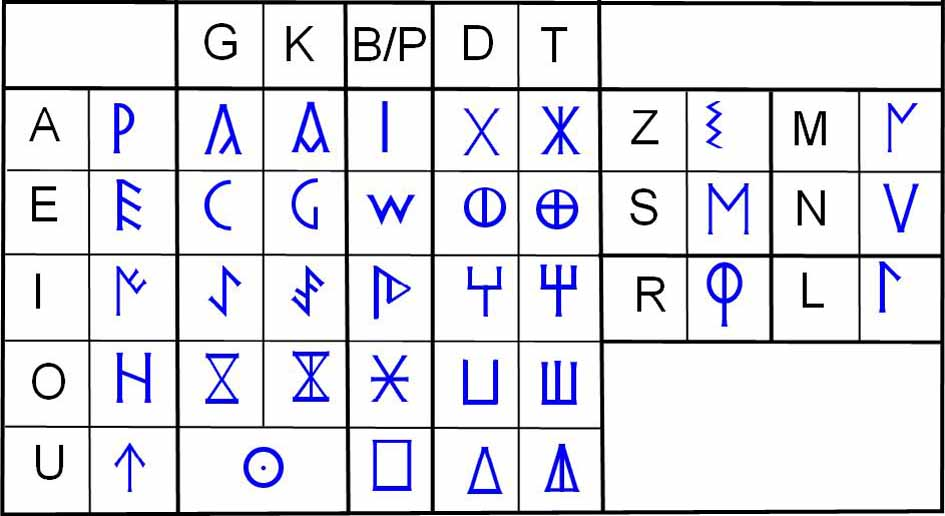
Un signari celtibèric occidental.

L'escriptura celtibèrica és una escriptura prellatina que és l'adaptació gairebé directa de l'escriptura ibèrica nord-oriental a les particularitats de la llengua celtibèrica. Sobre l'origen de les escriptures paleohispàniques no hi ha consens: per alguns investigadors el seu origen està directa i únicament lligat a l'alfabet fenici, mentre que per d'altres en la seva creació també hi hauria influït l'alfabet grec.
Com la resta d'escriptures paleohispàniques, aquesta escriptura presenta alhora signes amb valor sil·làbic, per les oclusives, i signes amb valor alfabètic, per la resta de consonants i vocals. Des del punt de vista de la classificació dels sistemes d'escriptura no és ni un alfabet ni un sil·labari, sinó una escriptura mixta que s'identifica normalment com a semisil·labari. El signari bàsic està format per 26 signes, en comptes dels 28 del signari ibèric nord-oriental original, atès que s'elimina una de les dues vibrants i una de les tres nasals: cinc vocàlics, 15 sil·làbics i 6 consonàntics (una lateral, dues sibilants, una vibrant i dues nasals). El signe que en ibèric es transcriu com a «s» se sol transcriure en celtibèric com a «z» perquè de vegades sembla representar el resultat fricatiu d'una antiga oclusiva dental, mentre que el signe que es transcriu com a «s» en ibèric es transcriu com a «s» en celtibèric. El signari celtibèric té dues variants diferenciades pels valors dels signes nasals: en la variant oriental la nasal eliminada és la que en ibèric s'identifica amb «m´», mentre que en la variant occidental la nasal eliminada és la que en ibèric s'identifica com a «m», circumstància que s'interpreta com a prova d'un doble origen. A més, cal destacar que algunes de les inscripcions de la variant occidental presenten indicis d'ús del sistema dual que permet diferenciar els sil·labogrames oclusius dentals i velars sords dels sonors amb un traç afegit: la forma simple representa la sonora i la forma complexa la sorda. Finalment, també cal assenyalar que en un reduït grup d'inscripcions es documenta la redundància vocàlica dels signes sil·làbics.
Aquesta escriptura, igual que el seu model, s'escriu d'esquerra a dreta i el seu àmbit natural d'ús és la vall de l'Ebre i les capçaleres del Tajo i Duero que correspon al territori dels celtibers. Les inscripcions celtibèriques apareixen sobre suports molt variats (monedes de plata i bronze, tésseres de plata o bronze, plaquetes de bronze, ceràmiques de vernís negre, àmfores, torteres, plaques de pedra, etc.), però no superen els dos centenars, encara que alguna d'elles és excepcionalment llarga com el tercer bronze de Botorrita (Saragossa) amb més de tres mil signes que conté una mena de cens d'aproximadament 250 persones. Els contextos arqueològics de la majoria d'inscripcions són desconeguts, fet que no permet precisar excessivament la cronologia real d'ús d'aquest signari, tot i que el seu ús en monedes és clar en els segles II i I aC.

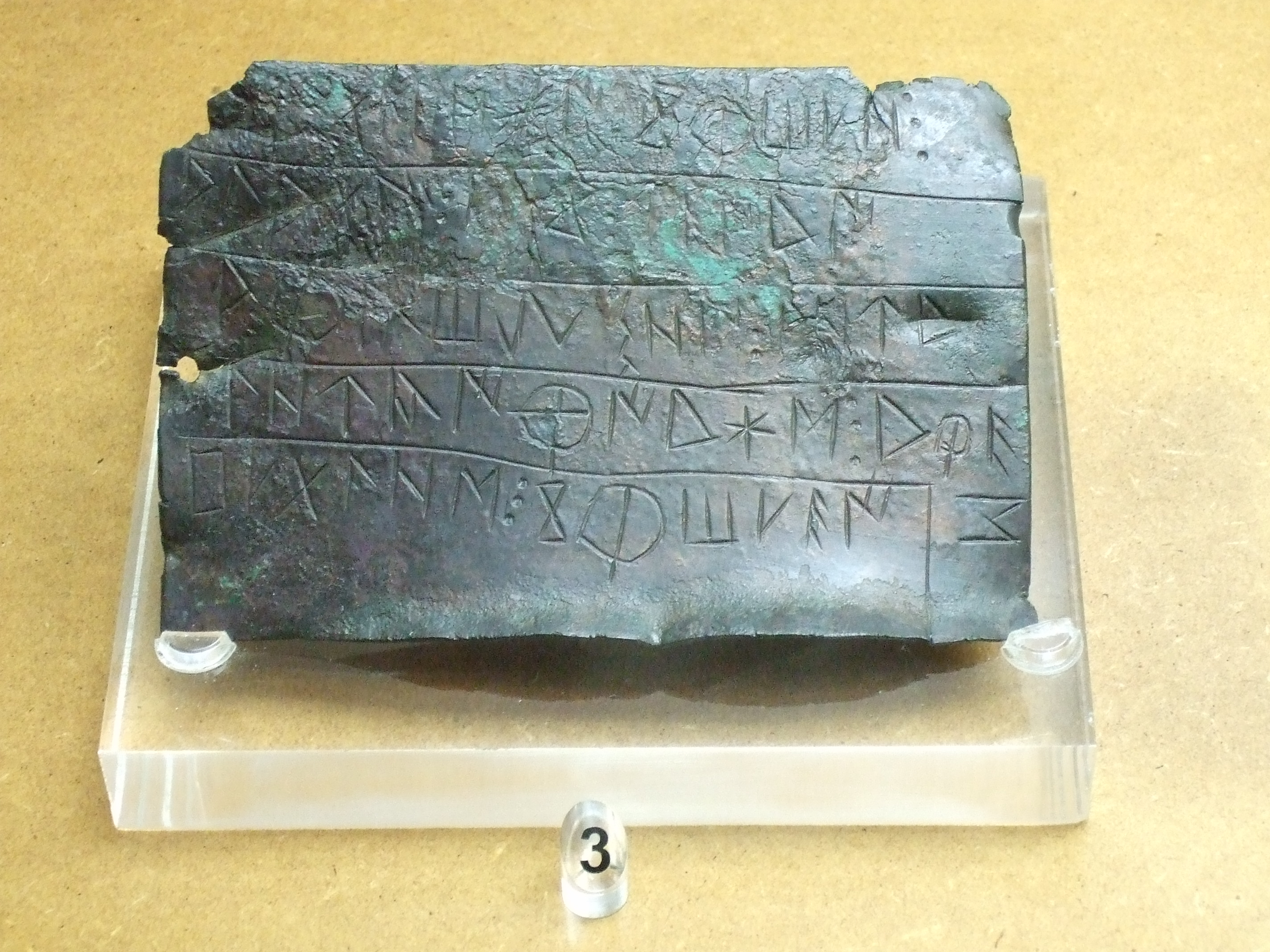
Bronze de Cortono. Procedència desconeguda. Signari occidental.
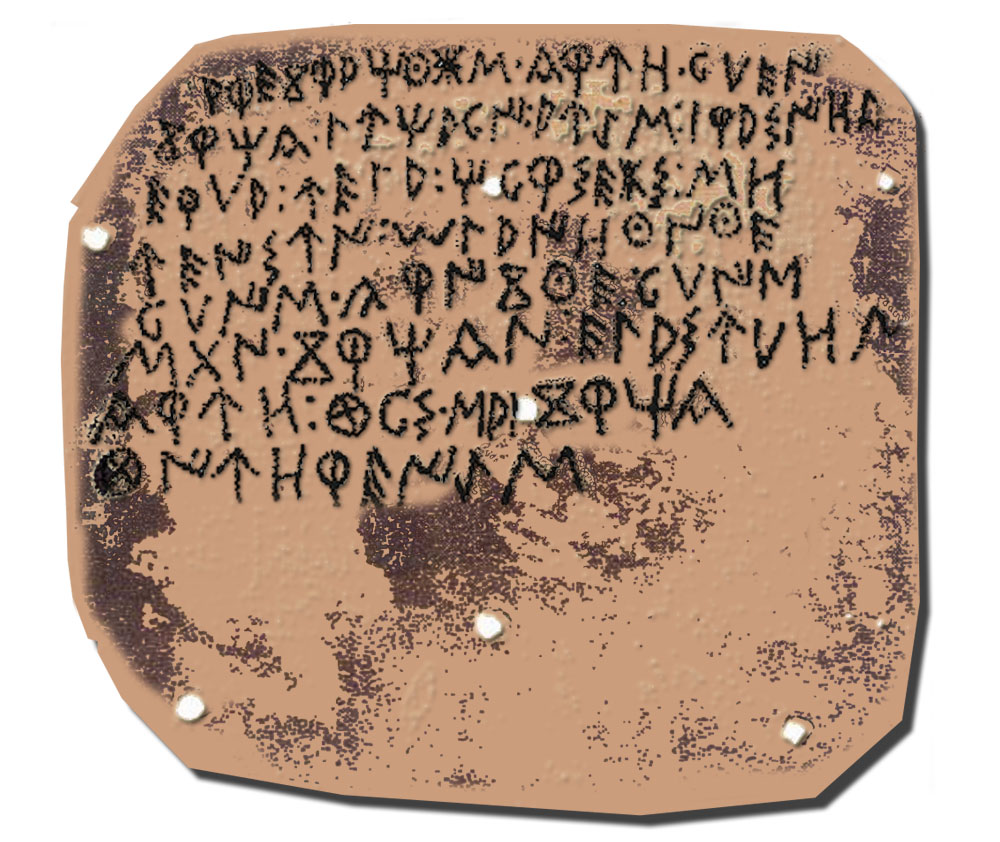
Bronze de Luzaga (Guadalajara). Signari occidental.
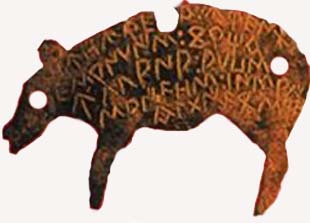
Téssera d'Uxama (Osma, Sòria. Signari occidental.

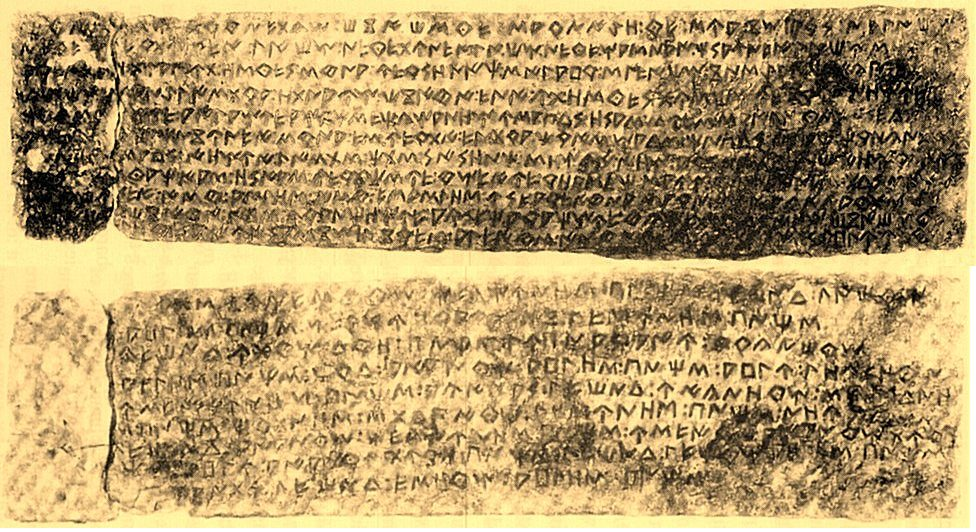
Primer bronze de Botorrita (Saragossa). Signari oriental.
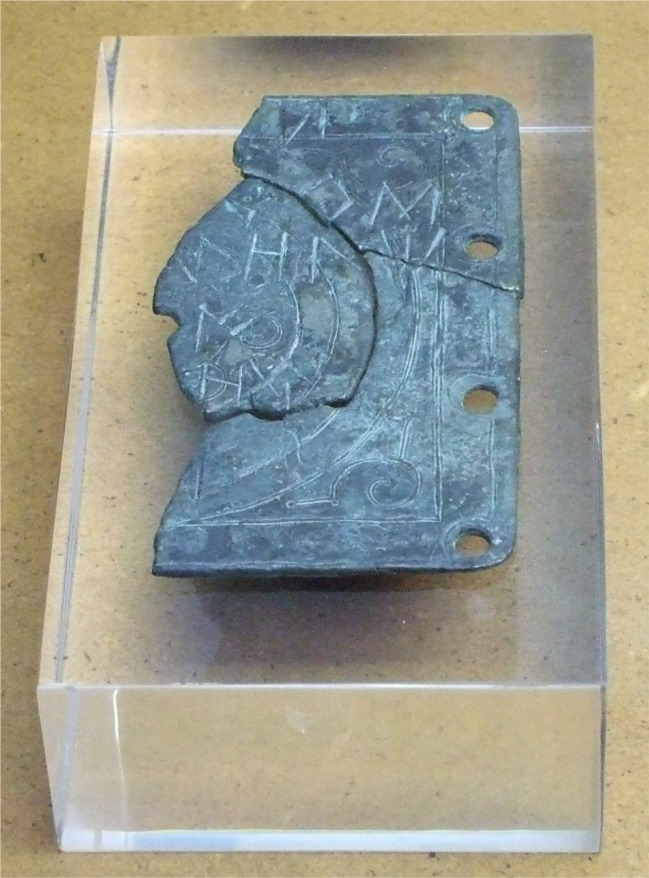
Peça de bronze (cara B) de Botorrita (Saragossa). Signari oriental.
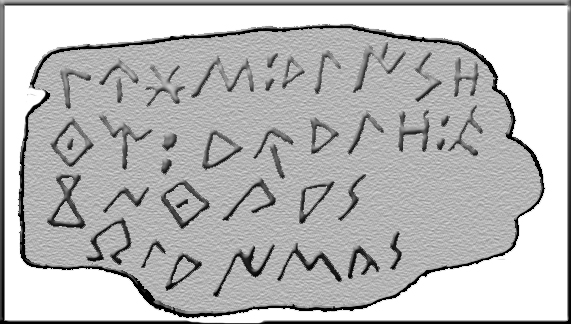
Téssera Fröhner. Procedència desconeguda. Signari oriental.